# Якобзон, Людвиг Яковлевич
Людвиг Яковлевич Якобзон (1873—1943) — российский врач, один из основоположников российской сексопатологии, редактор, автор множества статей по медицинской тематике в ЭСБЕ и НЭС.

## Биография
Людвиг Яковлевич Якобзон родился в 1873 году в Одессе в еврейской семье.
В 1900—1904 годах Якобзон редактировал совместно с доктором Б. А. Оксом «Meдицинский журнал».
Напечатал ряд статей ο предупреждении венерических болезней и половом воздержании в «Русском враче», «Врачебной газете», «Petersburger Medicinische Wochenschrift», венской «Klinischtherapeutische Wochenschrift» и других медицинских изданиях.
В 1908—1910 годах совместно с профессором Подвысоцким В. В. редактировал перевод (с дополнениями) четырёхтомной «Энциклопедии практической медицины» Шнирер-Фирордта (Издательское общество «Ф. А. Брокгауз — И. А. Ефрон»).
Л. Я. Якобзон редактировал перевод обширного популярно-медицинского сочинения Коссман-Вейсса «Здоровье». Принимал участие в создании Энциклопедического словаря Брокгауза и Ефрона и Нового энциклопедического словаря.
Людвиг Яковлевич Якобзон умер в 1943 году в блокадном Ленинграде.

## Избранная библиография
- «Краткий медицинский латинско-русский и русско-латинский словарь» (совместно с доктором А. Б. Оксом) 3-е изд., 1901,
- «Евнухоидия», СПб.., 1913,
- «Половое бессилие», СПб.., 1915,
- «Онанизм у мужчины и женщины и его лечение», Ленинград, 1923 [1928], 290 с.
- «Вопросы пола». Ленинград, 1927,
- «Половая холодность женщин». Ленинград, 1928,
- «Половые расстройства у мужчин». М., 1928.